# Yamaha YM2612
El Yamaha YM2612, también conocido como OPN2, es un chip de sonido de seis canales producido por Yamaha. Pertenece a una familia de chips sintetizadores de sonido producidos por Yamaha que usan 'FM', o síntesis por modulación de frecuencia para generar sonidos, y son similares a los chips de sonido FM YM3812 (OPL2) y YMF262 (OPL3) utilizados en las populares tarjetas de sonido AdLib y Creative Labs Sound Blaster de los PC. Es destacable su uso en la videoconsola Sega Mega Drive/Sega Genesis y la familia de ordenadores Fujitsu FM Towns.
El YM2612 tiene las siguientes prestaciones:
- Seis canales FM concurrentes (voces)
- Cuatro operadores por canal
- Dos relojes programables
- Un oscilador de baja frecuencia (LFO)
- Salida estéreo analógica (muchos otros chips Yamaha FM contemporáneos requieren de un chip externo DAC o conversor digital-analógico)
- Para los canales tres y seis, las frecuencias del operador pueden configurarse independientemente, haciendo posibles los armónicos disonantes. (Normalmente, tendrían una relación simple como, por ejemplo, 1.5x o 2x relativas a una frecuencia baja común.)
- El canal seis puede usarse también para reproducir sonidos sampleados (PCM) en lugar de sonido FM

Cada canal puede ser asignado a la salida izquierda, derecha o a ambas (centro) de las salidas estéreo.
El canal especial seis puede actuar también como un conversor digital-analógico (DAC) mediante el registro 'DAC Enable', lo que permite al chip reproducir samples de sonido PCM de 8 bits. Habilitando el DAC se inhabilita la FM para ese canal. Los datos son escritos al DAC mediante un registro de 8 bits. El YM2612 no proporciona ninguna sincronización o buffer para los samples PCM, por lo que todo el control de frecuencia y bufer debe realizarse por software en la CPU principal.
Los sonidos utilizados por el YM2612 en los juegos de la Mega Drive/Genesis son compatibles con varios sintetizadores de la gama Yamaha DX/TX, como el Yamaha DX100.
- Datos: Q2335099